# Manuel Antonio Arias García
Manuel Antonio Arias García (La Prohida, Corias, Pravia, 30 de diciembre de 1913- Oviedo, 1986) fue un maestro y escritor español, autor de libros de texto, estudios sobre folclore asturiano y pedagogía, obras de teatro de carácter costumbrista firmadas como "Antón de la Braña" y poemas y narraciones aún inéditos.   

## Biografía

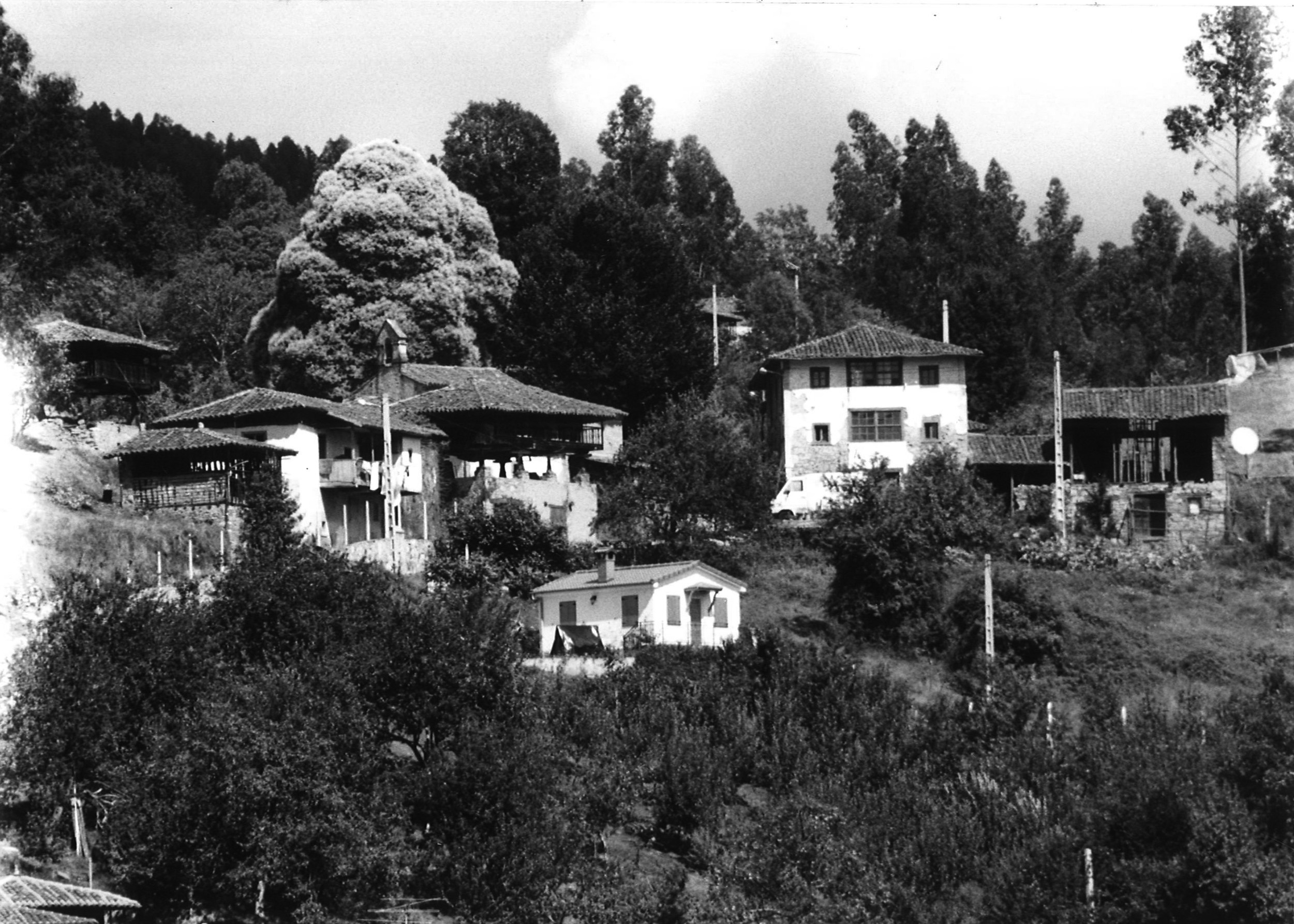
La Prohida. Corias

Nació en La Prohida, parroquia de Corias (Pravia) el 30 de diciembre de 1913 y murió en Oviedo el 10 de mayo de 1986. Estudió como alumno libre y ejerció como maestro desde los 17 años en Lanio y La Arquera (Salas). Formado bajo los postulados de la Institución Libre de Enseñanza, aprobó las oposiciones de magisterio durante la República. Tras la guerra civil, restituido después de un tiempo sin que se le permitiera ejercer, retomó su actividad como maestro en Cornellana, donde estuvo veinticinco años.Fue miembro del Instituto de Estudios Asturianos y de la Comisión Provincial de Monumentos. Es padre del también escritor Luis Arias Argüelles Meres. 
En junio de 2000, a iniciativa de la Asociación Cultural Manuel López de la Torre, la Biblioteca Pública Municipal de Pravia recibió el nombre de "Antón de la Braña" en recuerdo del escritor. En 2013, con motivo del centenario de su nacimiento, se llevaron a cabo unas jornadas de homenaje en dicha biblioteca.

## Obra literaria
La publicación de varios libros de texto así como colaboraciones en determinadas revistas escolares, Revista escolar de Oviedo y El Magisterio Nacional de Madrid entre otras, reflejaron en gran medida su vocación docente. Más tarde, otras como Renovación, Luz, La Voz del Labrador o El Progreso de Asturias, editada en La Habana, le sirvieron de puente para publicar cuentos y poemas en los que en ocasiones criticaba el modelo social asturiano de la época y el cambio de las costumbres y, en otras, trataba temas y tradiciones asturianas, como en los poemas “¡Adiós verano!”, “A la escuela” o “Los esfoyones” (1932). En estos textos utiliza el seudónimo de "El Secretario", que alterna con el de "Antón de la Braña" de su producción teatral.   
Literariamente está encuadrado en la llamada Generación de la Posguerra , en la que se agrupan los escritores nacidos entre 1909 y 1923. Sus compañeros generacionales son José León Delestal, José Manuel González, M.ª Josefa Canellada, Luis Aurelio Álvarez, José Benito Álvarez-Buylla, Lorenzo Novo Mier, Eva González, Aladino Fuente Vega, Manuel de Andrés “Manfer de la Llera”, Bernardo Guardado y Hortilio Armayor entre otros. Todos ellos tardaron en darse a conocer, asentándose su obra en los años del Surdimientu, a partir de la década de los setenta del siglo XX.

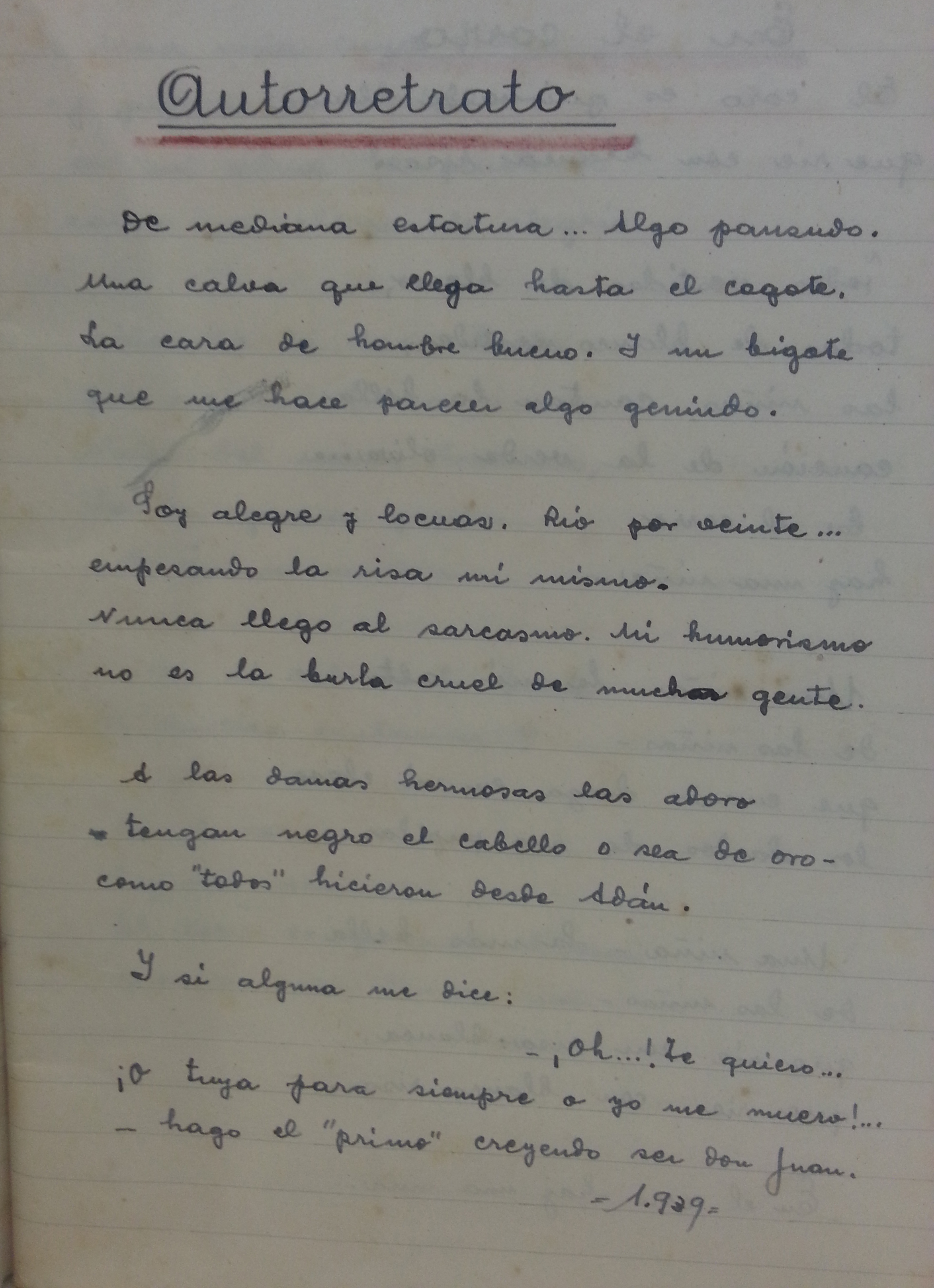
Poema autorretrato

 Sólo algunos de los autores que cultivaron el género teatral, recibieron beneficios con los derechos de autor, ya que la mayoría eran autodidáctas, con formación académica básica y alternaban su actividad literaria con la laboral. Su obra se encuentra dispersa en diferentes revistas y periódicos y, cuando la encontramos en formato libro, suelen ser tiradas cortas destinadas al círculo familiar y social del autor siendo él mismo quien se hace cargo en ocasiones de la impresión. Estos escritores escriben en su lengua materna, carente en ese momento de normas a las que ajustarse, reflejando el texto de forma exacta la forma de hablar de la sociedad de la época: una situación de diglosia. El lector o el espectador se reconocía fácilmente en los personajes que estaban en escena, lo que explica, en parte,  su éxito. Emplean la lengua asturiana como símbolo, testimonio o representación del pueblo, y establecen como  prioridad la preservación de la cultura y la literatura tradicional o folclórica.  
La obra de Antón de la Braña es una de las más interesantes del teatro costumbrista. En 1946, publicó el monólogo El timu de les muyeres y, en 1950, el sainete Un arreglu inesperáu, basado en el motivo del pleito. Este es uno de los temas más recurrentes en el teatro costumbrista y Antón de la Braña lo emplea también en Un xuiciu faltes, publicado en 1969 junto con otras tres obras: El adiós a la quintana, Pitición de manu y La última rosa. 
El hilo conductor en las obras de teatro de Antón de la Braña, construidas al estilo de los sainetes, suele ser el enfrentamiento entre dos mundos: el rural y el urbano. Personajes sin estudios, pero con la  sabiduría que da  la vida, se enfrentan a otros personajes, estereotipo del mundo urbano. Ante jueces y abogados, siempre salen triunfadores los primeros, dejando incluso a estos sin réplica posible. 
En la comedia en tres actos,  El adiós a la quintana, estrenada en 1953 por la Compañía Asturiana de Comedias y premiada por el IDEA, se pone de manifiesto la idealización de los valores humanos de las personas que viven en la aldea. Los padres de la protagonista, Rosina, trabajadores y amantes de sus hijos, prefieren cualquier cosa antes de que su hija se vea obligada a casarse sin amor. El conflicto que plantea se resuelve de manera fácil y rápida al final.
Esta idealización no se da en Pitición de manu, un acto cómico donde se dramatiza una situación muy distinta de la anterior. Los enamorados no pueden casarse porque el matrimonio depende del pacto que hagan los padres. La obra se opone a las uniones arregladas y refleja una situación muy común en época de la posguerra.
En 1952, la Compañía Asturiana de Comedias representó en Blimea la comedia La última rosa que es su obra más lograda en cuanto a la exploración de los sentimientos  y estructuras sociales del pueblo. El personaje femenino es un personaje complejo en el que el conflicto interior está muy marcado y que llega a aceptar su destino con resignación. En esta obra, Antón de la Braña consigue que el espectador o lector se cuestione sobre las tradiciones del pueblo y sobre la renuncia impuesta por las normas sociales.

## Obras

### Pedagogía y libros escolares
- La escuela y la guerra (1933)
- Mis primeros pasos: enciclopedia intuitiva (nueva enciclopedia escolar H. S. R.) (1949)
- Primavera: tercera parte de la cartilla Amiguitos (1951)
- Mis segundos pasos: (grado preparatorio de Nueva Enciclopedia Escolar H.S.R.) (1955)
- Mis terceros pasos: (nueva enciclopedia escolar H. S. R.) (1956)
- Cosas y cuentos: primeras lecturas (1957)
- Enciclopedia escolar: grado primero : (mis terceros pasos) (1961)
- Amiguitos: Segunda cartilla: Método de lectura, escritura y dibujo simultáneo (1963)
- Mis primeros pasos: enciclopedia intuitiva : (nueva enciclopedia escolar H.S.R.) (1968)
- Estampas asturianas: libro de lectura (1974), escrito con Julián G. Elisburu
- Amiguitos : tercera cartilla : método de lectura, escritura y dibujo simultáneo (1976)

### Artículos publicados en elBoletín de LetrasdelIDEA
- Del folklore asturiano: la leyenda del Pozo Fullaricos (1952, n. 16)
- Del folklore asturiano: las ayalgas en Salas (1952, n. 17)
- Toponimia menor de Cornellana (1953, n. 20)
- Del folklore de Asturias: Otra vez el diañu (1954, n. 22)
- Del folklore de Asturias: El diañu (1955, n. 24)
- La leyenda de San Salvador de Cornellana (1955, n. 25)
- Contribución al Diccionario Folklórico de Asturias (1955, n. 25)
- El "llaveguín" y el "cuadrón" (1957, n. 31)
- Unas notas sobre las brujas (1958, n. 33)
- Fernando Valdés y Salas (1958, n. 35)
- Toponimia menor del Concejo de Salas (1960, n. 40)
- Cómo se pescaba antaño en el Narcea (1965, n. 54)
- Casona, pedagogo (1966, n. 57)
- Recuerdo de una amistad entrañable (A Constantino Cabal) (1968, n. 63)
- Jovellanos, pedagogo I (1974, n. 82)
- Jovellanos, pedagogo II (1974, n. 83)
- Omisión involuntaria sobre "Jovellanos, pedagogo" (1975, n. 84-85)
- En el centenario de Cabal  (1977, n. 92)

### Teatro
- El timu de les muyeres : monólogo (1946)
- Un arreglu inesperáu : sainete en un acto (1950)
- Romance de la condesita : adaptación escénica en tres cuadros y en verso del popular romance (1951)
- Teatro asturiano (1969)